# Jijiga
Jijiga (somalski: Jigjiga) je grad na istoku Etiopije, upravno središte Regije Somali. 

## Zemljopisne osobine
Grad se nalazi u Zoni Jijiga oko 80 km istočno od Harara i 60 km zapadno od granice sa Somalijom 623 km istočno od Adis Abebe. Jijiga leži na 1609 metara nadmorske visine, u kotlini okružena s tri strane visokim stjenovitim planinama, samo sa sjevera puca pogled na ravnicu pokrivenu oskudnim raslinjem (kaktusi)
Grad se nalazi na magistralnoj cesti između Harara i somalskog grada Hargajsa, poznat je po proizvodnji tamjana. 
Grad ima zračnu luku Jijiga (ICAO kod JIJ, IATA kod HAJJ), nedavno (2008.) je dovršena dionica magistralne ceste za Istočnu Etiopiju (E-4) Jijiga-Degehabur dužine 170 km.

## Povijest
Jijiga ima poštu od 1923. i telefon od 1956.
Jijiga je sve do 1995. bila grad u Pokrajini Hararge, nakon usvajanja etiopskog ustava 1995., postala je glavni grad Regija Somali.
Prvi zapis o Jijigi je onaj britanskog lovca i istraživača pukovnika Swayna iz veljače 1893., koji je mjesto opisao kao vojnu utvrdu s par bunara, i malim garnizonom od 25 ljudi.
Međutim veliki poznavaoc etiopske povjesti britanski povjesničar Richard Pankhurst drži da je Jijigu kao naselje utemeljio 1916. fitavrari Tekle Havariat Tekle Marijam, koji ga je osmislio kao naselje pravilnog tlocrta.
Za vrijeme Drugog talijansko-abesinskog rata, Jijiga je bila sjedište dejazmača Nasibu Emmanuala i centar za opskrbu Etiopske vojske. Talijanska vojska pod zapovjedništvom pukovnika Navarre okupirala je grad  5. svibnja 1936. godine.
Grad je oslobodila britanska Prva afrička divizija (23. Nigerijska brigada) 17. ožujka 1941. godine. 
Međutim kad su je oslobodili i zaposjeli, Britanci su je vrlo sporo napuštali. Jijiga je isprva bila uključena u Rezervirano područje, kako je to utvrđeno Anglo-etiopskim sporazumom od 31. siječnja 1942., to područje uključivalo je velik dio Afričkog roga. Tek nakon pritiska cara Haile Selasija, dviju zemlje počele su pregovore o povlačenju britanskih vojnika s tog teritorija 1948. godine, konačni dogovor postignut je 24. srpnja 1948. godine.
Za Ogadenskog rata Jijigu su nakratko zauzele jedinice Zapadno somalskog oslobodilačkog fronta pukovnika Yusufa Dheera, nakon njih grad su zaposjele jedinice regularne somalske vojske, od rujna 1977. do veljače 1978.
Za proslave pada režima Derg 28. svibnja 2007., Jijiga i Degehabur bili su meta napada na civile i vladine dužnosnike. Tad je ubijeno najmanje 16 ljudi a ranjeno 67, između ostalih i tadašnji predsjednik Regije Somali - Abdulahi Hassan Mohammed. Za taj napad Etiopska vlada optužila je Ogadensku frontu narodnog oslobođenja.
Nakon velikih kiša, dana 29. svibnja 2008. izlila se rijeka Jijiga tad je poginulo 29 ljudi, a 350 obitelji ostalo je bez doma.

## Stanovništvo
Prema podacima Središnje statističke agencije Etiopije -(CSA) za 2005. Jijiga je imala 98,076 stanovnika, od toga je 50,355 bilo muškaraca i 47,721 žena. 
Četiri najveće etničke grupe u gradu su Somalci (61.58%), Amharci (23.25%), Oromci (7.32%), i Gurage (4.37%) sve ostale grupe imaju 3.48% stanovnika.

## Vanjske poveznice
- John Graham: Cities of Ethiopia: Jijiga (engl.)